# 北控清潔能源
北控清潔能源集團有限公司，簡稱北控清潔能源集團，以及北控清潔能源（英語：Beijing Enterprises Clean Energy Group Limited，港交所：1250），於2000年設立「深圳大洋洲印務有限公司」，前身為「金彩控股有限公司」，為北京控股有限公司旗下。
前主席為黃莉（2015年9月23日退任執行董事），後來在2015年5月6日改任為胡曉勇，而黃莉改任為執行董事，當時總裁為鄭華，後來在2015年5月27日改任梁勇峰。而主要業務為在國內經營從事卷煙包裝的設計、印刷及銷售，總部位於中國廣東省深圳市龍崗區橫崗街道保安小區簡龍街21號，以及當時總部位於香港銅鑼灣勿地臣街1號時代廣場1座2312室，現時位於香港灣仔港灣道18號中環廣場66樓。
該股份在2013年7月5日於港交所主板上市，根據配售書資料，招股價為0.9港元，發行新股為80,000,000股，集資額為6560萬港元。

## 連結
- JincaiHolding.com
- BECE.com.hk（页面存档备份，存于）